# 克萊德 (喬治亞州)
克萊德（英語：Clyde）是位於美國喬治亞州布賴恩縣的一個鬼鎮。由於此地已於1941年被荒廢，本地已無人居住。

## 地理
克萊德的座標為32°00′39″N 81°24′31″W / 32.01083°N 81.40861°W，而該地的平均海拔高度為8米（即26英尺）。